# 小行星8577
小行星8577（8577 Choseikomori）是一颗绕太阳运转的小行星，为主小行星带小行星。该小行星于1996年11月7日发现。

## 轨道参数
小行星8577的轨道半长轴为2.3274681 UA，离心率为0.198。